# SŽ-serija 33
SŽ serija 33 je bila serija nemških vojaških parnih lokomotiv serije 52, ki so po 2. svetovni vojni ostale na območju Slovenije in Jugoslavije. Lokomotive so bile prekvalificirane in dobile oznako JŽ 33-001 do 33-xxx. Zaradi nizke osne obremenitve so bile uporabljane na številnih progah.
Serija je nadomestila še starejšo serijo SŽ 06-xxx. Lokomotive so upokojili leta 1976.

## Proizvodnja
| Tovarna                                  | Mesto                       | Količina |
| ---------------------------------------- | --------------------------- | -------- |
| Škoda                                    | Plzeň                       | 153      |
| MBA (Maschinenbau und Bahnbedarf AG)     | Babelsberg                  | 400      |
| Maschinenfabrik Esslingen                | Esslingen                   | 250      |
| Lokomotivfabrik Floridsdorf (WLF)        | Wien-Floridsdorf            | 1.053    |
| Krauss-Maffei                            | München-Allach              | 613      |
| Henschel & Sohn                          | Kassel                      | 1.050    |
| H. Cegielski – Poznań (HCP)              | Poznań                      | 314      |
| Fablok                                   | Chrzanów                    | 264      |
| F. Schicheu                              | Elbing                      | 505      |
| Elsässische Maschinenbau-Gesellschaft    | Grafenstaden                | 139      |
| Borsig-Lokomotiv-Werke                   | Hennigsdorf/Berlin          | 542      |
| Berliner Maschinenbau (L. Schwartzkopff) | Wildau/Berlin               | 647      |
| Arnold Jung                              | Kirchen (Sieg) (Jungenthal) | 231      |
|                                          | Količina skupaj             | 6.161    |

## Galerija
- 52er v sivi barvi, kako je bila deljena
- DR 52 8095 v Freiburgu (2005)
- tender od 52 4867 ki pipada k Historischen Eisenbahn Frankfurt (HEF)
- Dampflok TE 5933 ki pripada k muzeju STAR (Holland)
- v kabini od 52 7409 Stadt Würzburg